# Melt-Banana
Melt-Banana (Мэлт-Бэнэна) — японская музыкальная группа, стиль которой определяется как нойз-рок или нойзкор. Melt-Banana выпустили несколько студийных альбомов, и множество мини-альбомов, среди которых много сплитов.

## История
Группа образована в 1992 году студентами Университета иностранных языков в Токио вокалисткой Ясуко Онуки, гитаристом Итиро Агата, бас-гитаристкой Рикой Хамамото, позже к ним присоединился ударник Тосиаки Судо.
В 1997 они основали свой лейбл «A-Zap», на котором были переизданы почти все предыдущие альбомы. Месяц спустя ударник Судо покидает группу, после чего в коллективе играют разные барабанщики.

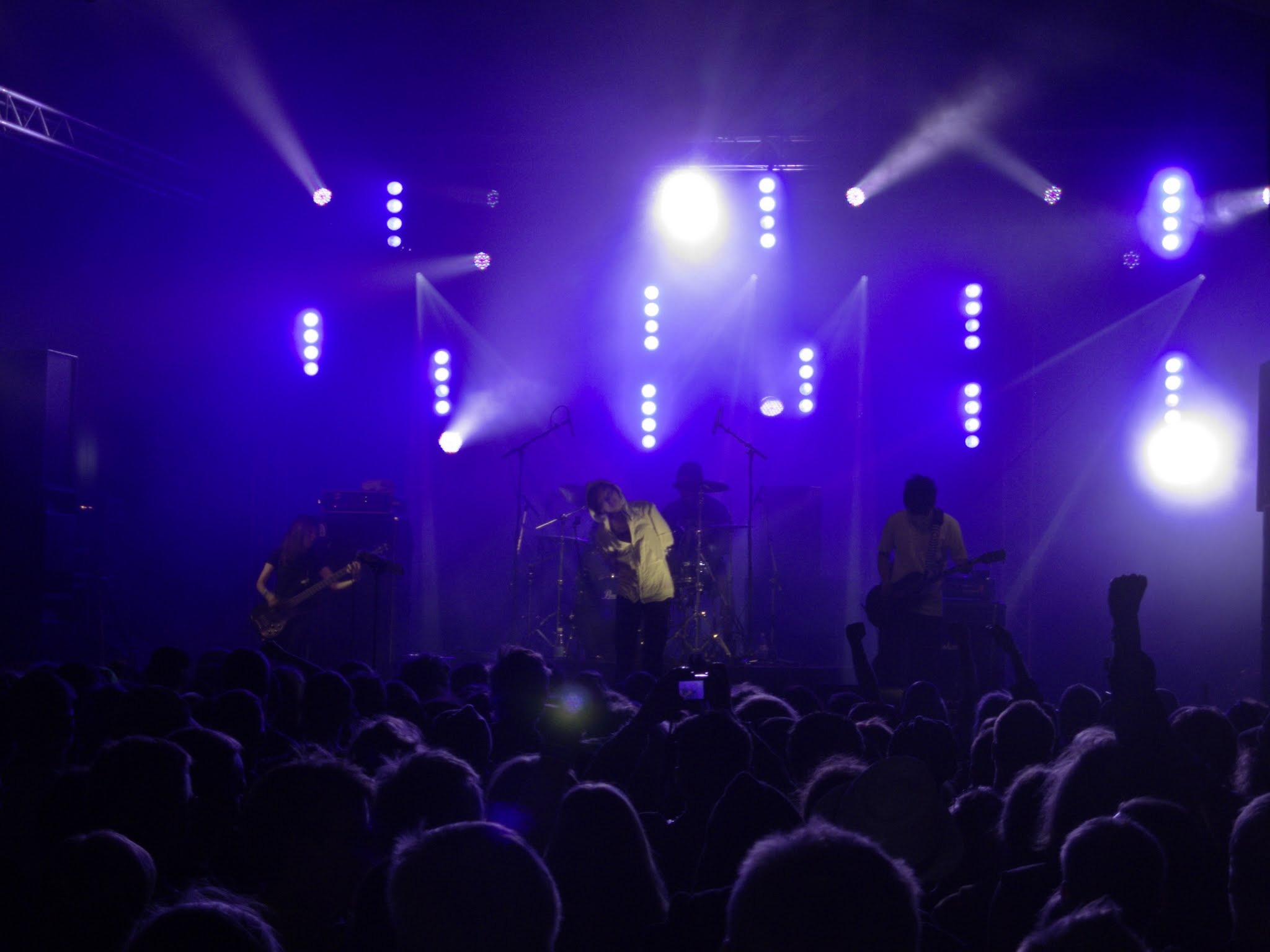
Melt-Banana: (2011)

Группа активно гастролировала в Америке и Европе.
К нескольким альбомам Melt-Banana приложил руку известный продюсер Стив Альбини, работавший со множеством альтернативных рок-групп, в том числе Nirvana. Джон Зорн продюсировал альбом 1999 года MxBx 1998/13,000 Miles at Light Velocity

## Стиль
Melt-Banana играет шумную тяжёлую музыку со множеством эффектов, которую определяют как нойз-рок или нойзкор. Гитарист Агата часто накладывает два гитарных риффа друг на друга, и создаёт звуковые эффекты с помощью гитары и гитарных «примочек». Вокал Ясуко О. высок и своеобразен.
Группа называет музыку на своих последних работах «поп», но к поп-музыке Melt-Banana не имеет прямого отношения. Скорее, музыка последних лет стала менее радикальной и менее тяжёлой для восприятия. Стиль группы стал ближе к нойз-року и Hi-Fi, чем к хардкору, грайндкору и лоу-фаю в начале карьеры.

## Состав
- Ясуко Онуки (Yasuko O, Yako) — вокал, лирика
- Итиро Агата (Agata) — гитара, эффекты
- Рика Чанг (Rika mm') — бас-гитара

### Ударники
- Тосиаки Судо — 1992—1997
- Кикути — 1998 (концерт)
- Ёитиро Нацумэ — 1998 (студия, Charlie)
- Осима Вотчма — 1998—2000
- Дэйв Уитт — 2001—2005 (концерты — США, Европа)
- Обоката — (концерты, Япония)
- Масаси Саката — 2002 (концерты, Япония, Великобритания)
- Такия Тэрада — 2004—2005 (концерты, Япония, США, Европа)
- Уки Эйдзи — 2007—2008(концерты — Япония, США, Европа)
- Иномата — (концерты)

## Дискография

### Альбомы
- 1994 — Speak Squeak Creak (NUX Organization, переиздано A-Zap в 2001)
- 1994 — Cactuses Come In Flocks (Chocolate Monk, переиздано A-Zap в 1999)
- 1995 — Scratch or Stitch (meldac Япония 1995, Skin Graft США 1996)
- 1998 — Charlie (A-Zap)
- 1999 — MxBx 1998/13,000 Miles at Light Velocity (Tzadik, США, продюсер: John Zorn, содержит множество новых версий ранее записанных композиций)
- 2000 — Teeny Shiny (A-Zap)
- 2003 — Cell-Scape (A-Zap)
- 2005 — 13 Hedgehogs (A-Zap, сборник синглов и мини-альбомов EPs)
- 2007 — Bambi’s Dilemma
- 2009 — Melt-Banana Lite Live: Ver.0.0 (A-Zap, концертный альбом, вышел в ноябре 2009)
- 2013 — Fetch
- 2015 — Return of 13 Hedgehogs (MxBx singles 2000–2009) (AZCD-0010)
- 2024 — 3+5

### Мини-альбомы (EP)
- 1994 — Hedgehog (7", Charnel Music)
- 1994 — Split 7" with God Is My Co-Pilot (HG Fact)
- 1995 — It’s in the Pillcase (7", Skin Graft)
- 1995 — Split 7" with Discordance Axis (HG Fact)
- 1995 — Split 7" with Pencilneck (Anti-Music)
- 1996 — Split 7" with Target Shoppers (Destroy All Music and Betley Welcome Careful Driver)
- 1996 — Split 10" with Stilluppsteypa (Fire inc./Something Weird)
- 1996 — Untitled (Piano One) (7", special guest: Onotetsu на пианино, GENTLE GIANT)
- 1997 — Split 7" with Plainfield (Smelly Records)
- 1997 — Eleventh (7", Slap A Ham Records)
- 1998 — Split 5" with Xerobot (Coat-Tail Records)
- 1998 — Split 7" with Killout Trash (Kool Pop Recordings/Rodel Records)
- 1998 — Dead Spex (7", HG Fact)
- 2001 — Split 8" with Three Studies for a Crucifixion (Passacaglia Records)
- 2001 — Split 7" with Dynamite Anna and the Bone Machine (Valium Records)
- 2001 — Split 7" with Damien Frost (Alpharelish)
- 2002 — Split 7" with The Locust (Gold Standard Laboratories—GSL)
- 2002 — Split 7" with Big D & the Kids Table (Fork in Hand)
- 2002 — 666 (6", Level Plane. Название 666 не имеет отношение к библейскому числу — оно просто выбрано, так как три композиции вошли на шестидюймовую пластинку.)
- 2004 — Split 7" with Narcosis (SuperFi Records and Speedowax Records)
- 2005 — Split 10" with Chung (Sounds of Subterrania)
- 2005 — Split 5" record/3" CD с группой Fantômas (Unhip Records)
- 2006 — アイノウタ (Ai No Uta) (5", HG Fact)
- 2009 — Initial T (Init-57)